# 林茲德亮星雲表
林茲亮星雲表是一種天體目錄，收錄的是明亮的星雲。
目錄中列出的天體以「LBN」為前導字母（不要與「LDN」混淆，那是林茲暗星雲表）。表中的許多天體也有其他的名稱。例如LBN 974是獵戶座星雲，也是梅西耶天體的M 42和NGC天體表的NGC 1976。, 
它最初是由貝芙麗·林茲在1960年代編輯。目錄中的天體包括星雲（還有其它天體）的座標、亮度（從1-6，1是最亮）、顏色和大小，以及與其它天體目錄的交叉引用（如果在別處列出）。